# El tiempo es el que es
«El tiempo es el que es» es el primer episodio de la serie de televisión española El Ministerio del Tiempo. Fue emitido por La 1 de Televisión Española el 24 de febrero de 2015 y sirve de presentación de la temática de la serie y de sus personajes principales. Se enmarca en el género fantástico —subgénero de viajes en el tiempo—, entrelazado con los géneros de aventuras y de ficción histórica. Fue dirigido por Marc Vigil sobre un guion de Pablo y Javier Olivares. Además de los intérpretes protagonistas de la serie en su primera temporada, el capítulo contó con la presencia de Natalia Millán, Julián Villagrán en el papel de Diego Velázquez, Hovik Keuchkerian como el Empecinado, Josep Linuesa y Mar Ulldemolins.

## Sinopsis
En el Flandes de 1569, el militar Alonso de Entrerríos va a ser ejecutado injustamente, acusado falsamente por su capitán de haber iniciado un ataque que ha costado la vida de numerosos soldados. En la celda, recibe la visita de un fraile que le ofrece salvar la vida si decide trabajar secretamente para la Corona y que lleva un reloj de pulsera. En la Universidad de Barcelona de 1880, la brillante estudiante Amelia Folch se siente minusvalorada por el hecho de ser mujer y es visitada por una dama que es consciente de la valía de la joven y que utiliza un teléfono móvil. En el Madrid de 2015, el enfermero del SAMUR Julián Martínez acude a un incendio. Al entrar temerariamente en el edificio, ve a tres personas vestidas con ropajes de otra época. Tras ser hospitalizado, es suspendido en su empleo debido a sus tendencias suicidas, ocasionadas por el trauma sufrido por la muerte de su esposa. Una vez en casa, recibe la visita del falso monje de 1569 y la dama de 1880, quienes le conducen a un extraño edificio donde pululan personas disfrazadas. Allí le muestran el cadáver de la persona que vio en el edificio en llamas. Un nuevo personaje, el subsecretario, afirma que ese individuo llegó del año 1808 y le informa de que están en el Ministerio del Tiempo, una institución secreta que realiza viajes en el tiempo para salvaguardar la Historia tal como es. Los viajes se hacen a través de puertas que conducen al pasado, como el subsecretario le demuestra personalmente. Julián es necesario para identificar a los otros dos sujetos llegados de 1808 y es incorporado a la plantilla del Ministerio.
El subsecretario forma un equipo con Folch, Martínez y Entrerríos y les encarga investigar el asunto. Llegada la noche, cada uno debe retirarse a su casa en su respectiva época, pero Julián utiliza una puerta que le indica un ordenanza para ir al día de 1996 en que estrechó su relación con la que luego sería su esposa y presencia la cita de ambos y su primer beso. Mientras tanto, los dos viajeros del pasado —un militar francés y un español afrancesado— visitan una librería donde se documentan sobre la Guerra de la Independencia española con la intención de cambiar el pasado. Más tarde, el militar francés asesina a dos policías para robar sus armas y mata a su propio compañero español.
Tras los asesinatos, el subsecretario envía al equipo a 1808 con Amelia al mando. En la Fonda del Oso, Entrerríos se enzarza en una pelea con dos soldados franceses. Cuando un paisano acude en su ayuda, la trifulca es zanjada por el viajero en el tiempo, que es un alto oficial francés llamado Thibaut. Este está relacionado con una aristócrata española que responde al nombre de Dolores de Villamejor. Amelia averigua que el paisano que ayudó a Entrerríos es el Empecinado, futuro héroe de la Guerra de la Independencia, y deduce que Thibaut quiere asesinarlo. Efectivamente, Thibaut hiere gravemente al Empecinado, pero Entrerríos llega a tiempo de evitar el tiro de gracia y mata al francés. Un equipo médico de emergencia es enviado a 1808 y salva al patriota. Pero la cómplice del militar consigue escapar y es identificada como Lola Mendieta, una antigua agente del Ministerio que había sido dada por muerta en una misión.
Concluida con éxito la misión, Julián vuelve al pasado, al día anterior a la muerte de su esposa Maite, y la visita brevemente mientras ella duerme. Al salir se encuentra con Entrerríos y Folch, que le han seguido para evitar que salve a su mujer quebrantando las reglas del Ministerio. No obstante, la propia Amelia le sugiere que telefonee a su esposa para despedirse cordialmente de ella. Mientras tanto, Lola Mendieta le vigila a corta distancia.

## Intérpretes y personajes
Rodolfo Sancho interpreta a Julián Martínez, un enfermero madrileño del SAMUR deprimido por la muerte accidental de su esposa. Sus tendencias suicidas hacen que el Ministerio aprecie su valor. Como personaje del presente, sirve para representar el punto de vista del espectador. A los cuarenta años de edad, el actor era ya un rostro conocido por los telespectadores españoles gracias a sus trabajos en las series La Señora e Isabel, esta última también creada por Javier Olivares. Aura Garrido es Amelia Folch, una joven universitaria barcelonesa de finales del siglo XIX, con ideas muy avanzadas para su época. Perteneciente a una familia acomodada, su educación, memoria e inteligencia la hacen apta para dirigir la patrulla. Nacho Fresneda da vida a Alonso de Entrerríos, soldado castellano del siglo XVI perteneciente a los famosos tercios de Flandes. Condenado a muerte injustamente, es salvado por el Ministerio a cambio de sus servicios. Sus principios son los propios de su época, por lo que no le gusta ser dirigido por una mujer, pero es honorable y patriota. Como soldado perfecto, es ideal cuando se requiere el uso de la violencia.
Junto a la patrulla habitual, están otros funcionarios del Ministerio. Cayetana Guillén Cuervo es Irene Larra, responsable de recursos humanos y logística. Es una mujer lesbiana que fue reclutada en los años 1960. Juan Gea tiene el rol de Ernesto Jiménez, un funcionario serio y riguroso cuyo origen es desconocido. El subsecretario Salvador Martí es interpretado por el veterano Jaime Blanch. Es asistido por su fiel secretaria Angustias, encarnada por Francesca Piñón. Precisamente es el subsecretario quien pronuncia la frase «el tiempo es el que es», que da título al episodio, para explicar a Julián que no se puede viajar a un futuro posterior a su presente del año 2015.
Junto a los anteriores, que constituyen el equipo protagonista de la serie, aparecen otros personajes en el episodio. Natalia Millán incorpora a uno de los antagonistas, una supuesta aristócrata del siglo XIX que acaba siendo identificada como Lola Mendieta, antigua agente del ministerio que ha fingido su muerte para lucrarse facilitando a otras personas la existencia de ciertas puertas del tiempo. El episodio muestra también a dos personajes históricos. Julián Villagrán da cuerpo a un curioso Diego Velázquez, que trabaja para el ministerio confeccionando retratos robot. Y Hovik Keuchkerian interpreta a un arrojado Juan Martín Díaz, «el Empecinado», futuro héroe de la Guerra de la Independencia.

### Reparto
Reparto principal
| Intérprete              | Rol                  |
| ----------------------- | -------------------- |
| Rodolfo Sancho          | Julián Martínez      |
| Aura Garrido            | Amelia Folch         |
| Nacho Fresneda          | Alonso de Entrerríos |
| Cayetana Guillén Cuervo | Irene Larra          |
| Juan Gea                | Ernesto Jiménez      |
| Francesca Piñón         | Angustias            |
| Jaime Blanch            | Salvador Martí       |

Invitados especiales
| Intérprete        | Rol             |
| ----------------- | --------------- |
| Josep Linuesa     | Thibaud         |
| Mar Ulldemolins   | Maite           |
| Natalia Millán    | Lola Mendieta   |
| Julián Villagrán  | Diego Velázquez |
| Hovik Keuchkerian | El Empecinado   |

Otros

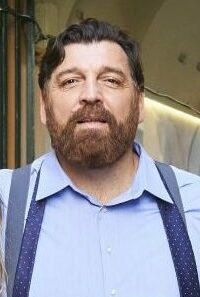
Hovik Keuchkerian interpretó al Empecinado.

Iván Villanueva, Susana Córdoba, Ismael Fritschi, Luis Hostalot, Patricia Delgado, José Ramón Iglesias, Joan Llaneras, Paco Hidalgo, Sergio Torrico, Ángel Jodrá, Nacho San José y Nacho Marraco.

## Producción

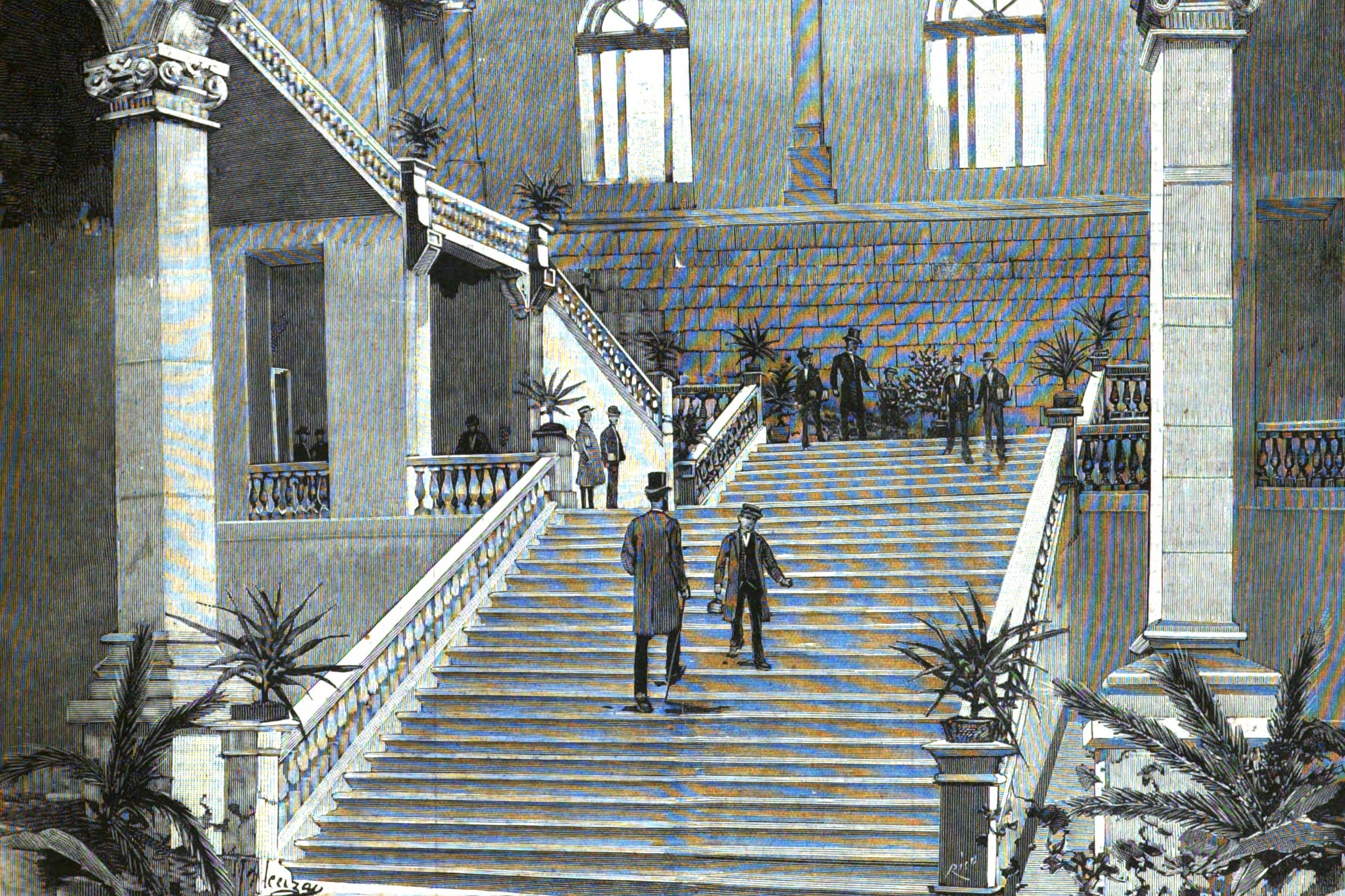
El Instituto Cardenal Cisneros representó la Universidad de Barcelona.

El Ministerio del Tiempo fue creada por los hermanos Javier y Pablo Olivares, y ellos fueron los guionistas de este primer episodio dedicado a la presentación de los personajes y la situación. Según explicó Javier Olivares, la idea se les había ocurrido diez años antes, y tenían la intención de mezclar el elemento fantástico de los viajes en el tiempo con el realismo de la cotidianidad del trabajo de los funcionarios de un ministerio. Su referente principal, según Olivares, fue la novela de Tim Powers Las Puertas de Anubis.
Las productoras Onza Entertainment y Cliffhanger se asociaron para la realización de la serie, con la colaboración de Televisión Española, que emitiría la serie por La 1. El propósito era realizar guiones de ficción utilizando personajes históricos, por lo que en este primer capítulo se recurrió a Juan Martín Díez, más conocido como El Empecinado. La serie contaba con un presupuesto promedio de 550.000 euros por capítulo, inferior al de otras series españolas de época como Isabel o Águila Roja, y muchísimo más reducido que una serie estadounidense como Juego de tronos.

## Dirección
El director del capítulo fue Marc Vigil, quien también era el director de la serie encargado del mantenimiento de su unidad, y que había adquirido experiencia en Águila Roja, una serie de época. Vigil deseaba que El Ministerio del Tiempo tuviera una factura muy cinematográfica, dotando a cada capítulo de una planificación y tono diferentes. Vigil permite que el espectador asimile fácilmente los cambios de época utilizando planos que dejen clara la variación. A ello le ayuda la eficaz dirección de fotografía de Isaac Vila.

## Escenarios y decorados

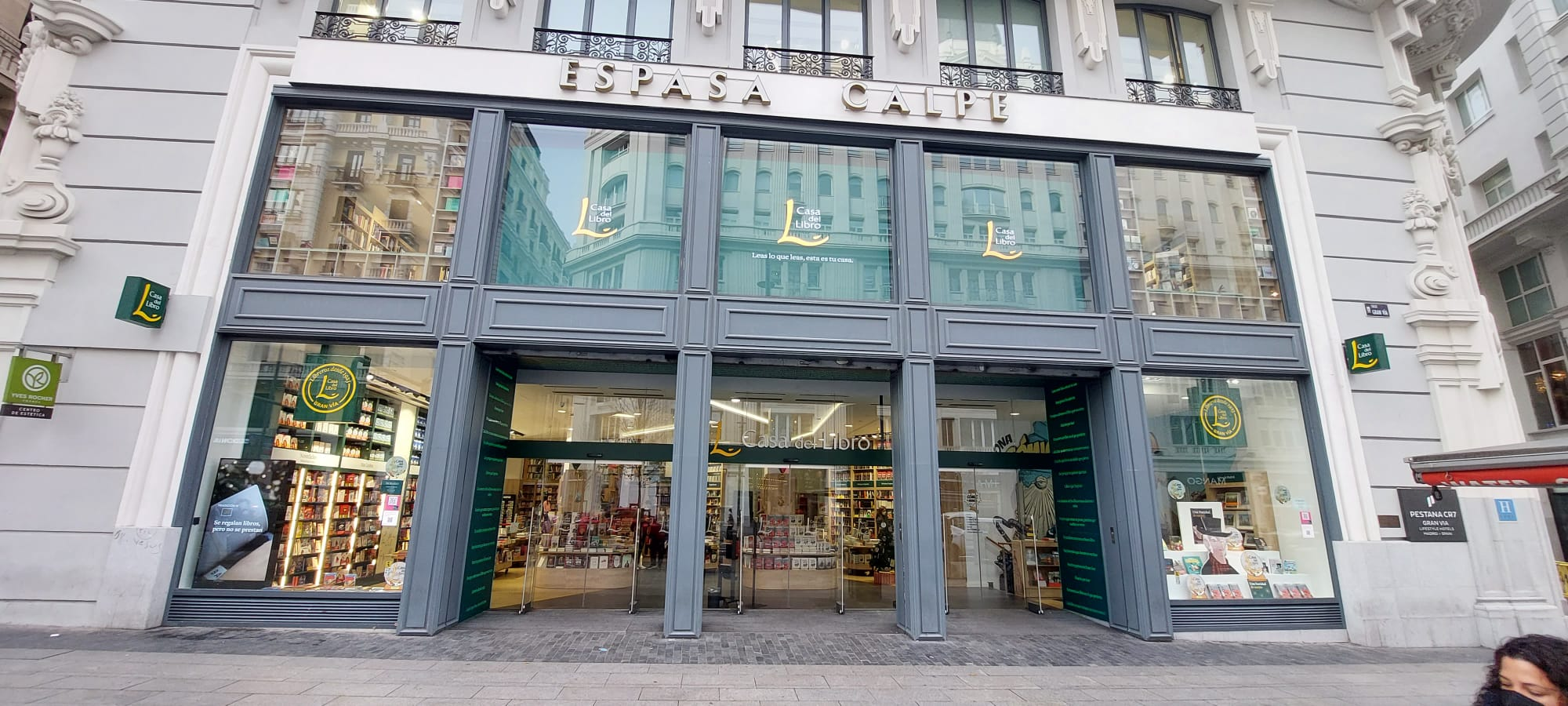
Los viajeros del tiempo visitaron la Casa del Libro.

El interior del ministerio fue rodado principalmente en dos platós de tres mil metros cuadrados situados en los estudios Infonía de Boadilla del Monte, si bien las imágenes generadas por ordenador mediante uso de croma fueron esenciales para crear sus apartados más emblemáticos. La puerta del ministerio es la del palacio de la Duquesa de Sueca, un edificio del siglo XVIII sito en la Plaza del Duque de Alba de Madrid. El peculiar claustro en el que se encuentra el pozo que da acceso a las dependencias está creado por computadora, grabando a los actores frente a un fondo de color y añadiendo después las imágenes generadas digitalmente. Otra creación no real es la llamativa escalera helicoidal por la que se accede a las puertas del tiempo.
En el episodio se ven dos salas del ministerio que resultarán esenciales en la serie. En el despacho del subsecretario se celebran reuniones formales y se imparten las instrucciones al comienzo de cada misión. Por el contrario, en la cafetería los agentes mantienen conversaciones informales y contactan con otros funcionarios adquiriendo información por cauces extraoficiales.
En una secuencia se puede ver a los dos personajes venidos del siglo XIX caminando por la Gran Vía en dirección a la Plaza del Callao. Tras consultar con los populares hermanos Alcázar, entran en la Casa del Libro para consultar volúmenes que les ilustren acerca del desarrollo de la Guerra de la Independencia. En cuanto a la Universidad de Barcelona en la que estudia Amelia Folch, fue recreada en el Instituto Cardenal Cisneros de Madrid. Y el estudio en el que Velázquez pinta Las meninas se ubicó en el palacio de Fernán Núñez, sito en la Calle de Santa Isabel del popular barrio de Lavapiés de la capital española. En la misma calle se encuentra el bar Benteneo, donde acude Julián a rememorar la cita que tuvo con su entonces novia.

## Características
Por su condición de primer episodio, «El tiempo es el que es» cargaba con la responsabilidad de presentar a los personajes protagonistas y el planteamiento de la serie. Además hay dos elementos que se repetirían en los posteriores capítulos: una trama principal autoconclusiva —en este caso la relacionada con el intento francés de asesinar al Empecinado en 1808— y unas tramas de continuidad que se desarrollarían a lo largo de la primera temporada: el trauma de Julián por la muerte de su esposa y la aparición de la funcionaria renegada Lola Mendieta. Todo ello sin enredar demasiado el elemento fantástico: el espectador sólo debe aceptar que existen unas puertas que permiten viajar al pasado, sin ofrecer explicaciones adicionales de tipo científico que compliquen la comprensión.

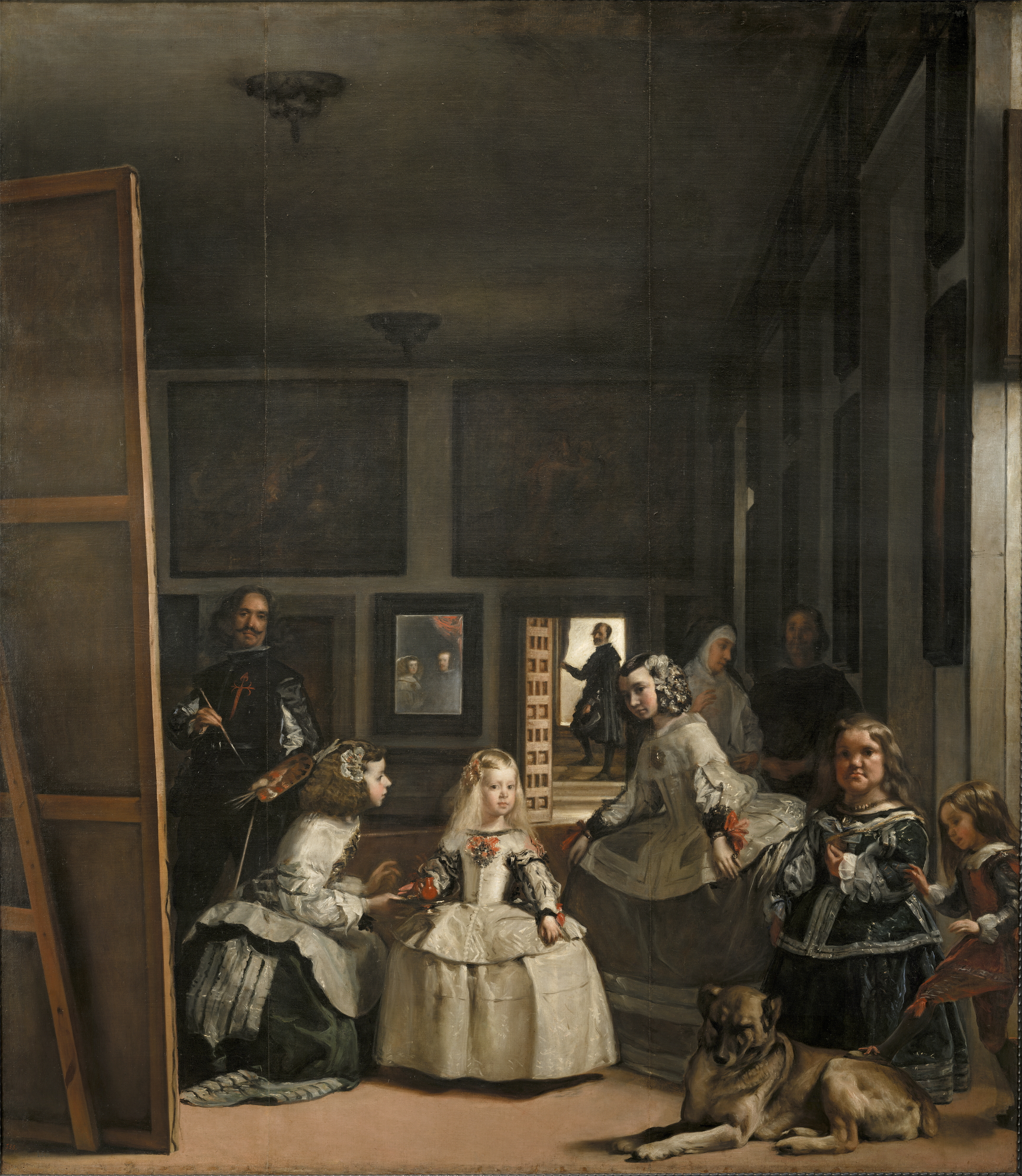
El subsecretario y Julián visitan la "trastienda" de Las meninas.

Este primer capítulo ya dejó claro el interés de El Ministerio del Tiempo por la Historia, con las referencias a la Guerra de la Independencia. Esto ha hecho que algunos estudiosos hayan señalado el objetivo didáctico de la serie. De hecho, comienza una práctica que luego sería habitual en la serie: la presentación de personajes históricos conocidos por los espectadores realizando actividades puramente ficticias; en este caso, el Empecinado y Velázquez.
Como es habitual en cine y televisión a la hora de recrear el pasado, se recurre a la pintura clásica con la intención de obtener verosimilitud. En el mismo comienzo del capítulo se puede ver un paisaje posterior a una batalla inspirado en La rendición de Breda, de Velázquez. El mismo Velázquez aparece como funcionario del ministerio encargado de la confección de retratos robot. Pero la referencia pictórica más comentada es la del cuadro Las meninas, cuyo momento de creación aparece cuando el subsecretario está mostrando a Julián el funcionamiento de las puertas del tiempo. En un plano, la mirada de Julián presenta a la infanta Margarita y demás personajes del famoso lienzo de Velázquez; un contraplano muestra a Julián y el subsecretario en la misma puerta que en el cuadro ocupa el chambelán de la reina, José Nieto Velázquez.
También está claro el sentido del humor que desplegará la serie, explotando algunos tópicos de la forma de ser de los españoles, como el de la improvisación y falta de planificación. Cuando el subsecretario encarga a la nueva patrulla su primera misión, Amelia pregunta cuál es el plan. La respuesta es: «Somos españoles, ¿no? Improvisen». Otras bromas se basan en aplicar comportamientos del presente a personajes del pasado, como el funcionario de 1808 que se indigna por la supresión de la paga extra de Navidad. Alonso, como personaje más antiguo recién llegado al siglo XXI, es objeto de bromas relacionadas con los choques culturales. Por su parte, Julián es el que hace referencias a la actualidad incomprensibles para sus compañeros pero que son captadas fácilmente por el espectador. Una de estas bromas es cuando los agentes se registran en la Fonda del Oso. Entrerríos y Folch dan sus verdaderos nombres, pero Julián se presenta como Curro Jiménez, bandolero protagonista de una famosa serie de televisión de los años 1970. En este caso la broma va más allá y es un auténtico homenaje, pues ese personaje fue interpretado por el padre de Rodolfo Sancho, Sancho Gracia, fallecido unos años antes de la emisión del episodio. Por otro lado, a Entrerríos le asimilan repetidamente con el capitán Alatriste, en lo que es un homenaje a la serie de novelas de aventuras de Arturo Pérez-Reverte.

## Emisión y recepción
El capítulo fue emitido por La 1 la noche del martes 24 de febrero de 2015. TVE eligió esa fecha para evitar competir con la popular serie Velvet, emitida por Antena 3. Sin embargo, tuvo que rivalizar con Bajo sospecha, emitida por la misma cadena. El resultado fue que esa primera emisión de El Ministerio del Tiempo obtuvo un 14,8% de cuota de pantalla y cerca de tres millones de espectadores. TVE consideró que el resultado no era satisfactorio, por lo que cambió el día de emisión de la serie a los lunes. Sin embargo, estudios posteriores muestran que la audiencia no fue mala teniendo en cuenta la edad, clase social y nivel de estudios de los espectadores, que la hubieran convertido en idónea de cara a la publicidad en un canal comercial. Desgraciadamente, TVE no emitía anuncios. A la audiencia en directo había que sumar la que la serie comenzó a tener en diferido, calculada en unos doscientos cincuenta mil espectadores adicionales.
Los seguidores de la serie pudieron aumentar su conocimiento de la misma mediante una serie documental adicional titulada Los Archivos del Ministerio, que ofrecía un making-of de cada capítulo. Además, se ofrecían posibilidades de adquirir información adicional o interactuar a través de otros medios: el programa online La Puerta del Tiempo, un foro de debate, un grupo de WhatsApp y cuentas en Facebook, Twitter o Instagram. Todo ello contribuyó a la fidelización de los espectadores. Ya en la primera semana se registró que los visitantes de la página web veían 2,08 páginas por visita y que cada usuario hacía una media de 1,12 visitas; datos que irían creciendo con las emisiones de nuevos episodios.

## Valoraciones y críticas
La empresa de realizar en España una serie de fantasía cuyo eje central fuera los viajes en el tiempo parecía muy arriesgada, dada la inexistencia de precedentes y la falta de costumbre del público.
Un estudio realizado sobre los mensajes enviados en Twitter acerca del episodio muestra una mayoritaria satisfacción entre los participantes. Ya antes del estreno, y debido a la campaña promocional realizada, los tuits positivos eran el 59,4% frente a solo un 4,6% de los negativos. Tras la emisión, el porcentaje de mensajes positivos subió hasta el 77%, y el de negativos solo hasta el 6%. Las valoraciones positivas elogiaban el guion, el trabajo de los intérpretes y la calidad de la producción. El estudio señala que, aunque los espectadores valoraban negativamente el hecho de que una serie fuera española, en el caso de El Ministerio del Tiempo se consideraba positivamente su aspecto internacional. La calidad de la fotografía y los efectos especiales incidían especialmente en ello.
Entre las críticas negativas se señala la excesiva duración de los episodios —unos setenta minutos frente a los cuarenta y cinco o cincuenta en las series de otros países—, algo típico de la televisión en España por entonces. Esto no solo dificultaba la producción, sino también la venta del producto a otros países, obligando incluso a remontar los episodios para ajustarlos al horario estelar de esos países, más reducido que el español.
Se ha señalado como defecto la poco creíble uniformidad lingüística de los personajes. Casi todos parecen utilizar un español estándar propio de la España del siglo XXI. Ni Amelia Folch tiene acento catalán, ni Velázquez o Entrerríos hablan con acento andaluz. Tan solo este último tiene moderadas características propias de su época, como el voseo o el uso de ciertos arcaísmos. También se ha criticado que el capítulo supuestamente tiende a idealizar la época de Felipe II como la de máximo esplendor de España, así como un cierto “castellanismo”, silenciando las tensiones interregionales.
Se habla en el capítulo de una puerta que da a los servicios de caballeros de Galerías Preciados de Plaza del Callao en 1996. Sin embargo, esa empresa ya había desaparecido por entonces y sus grandes almacenes —como el de Callao— eran ya de El Corte Inglés. Por otro lado, un seguidor de la serie identificó un anacronismo en la camiseta del grupo Guns N’ Roses que Julián lleva puesta ese año de 1996, ya que el diseño de la prenda corresponde a una época muy posterior del grupo.